# Ethniki Odos 48
Die Ethniki Odos 48 (griechisch Εθνική Οδός 48 ‚Nationalstraße 48‘) ist eine Straßenverbindung in Griechenland. Sie verbindet Andirrio mit Livadia an der Ethniki Odos 3, ist in ihrem Westabschnitt Teil der Europastraße 65 und folgt dem Golf von Korinth teilweise an dessen Nordufer.

## Verlauf

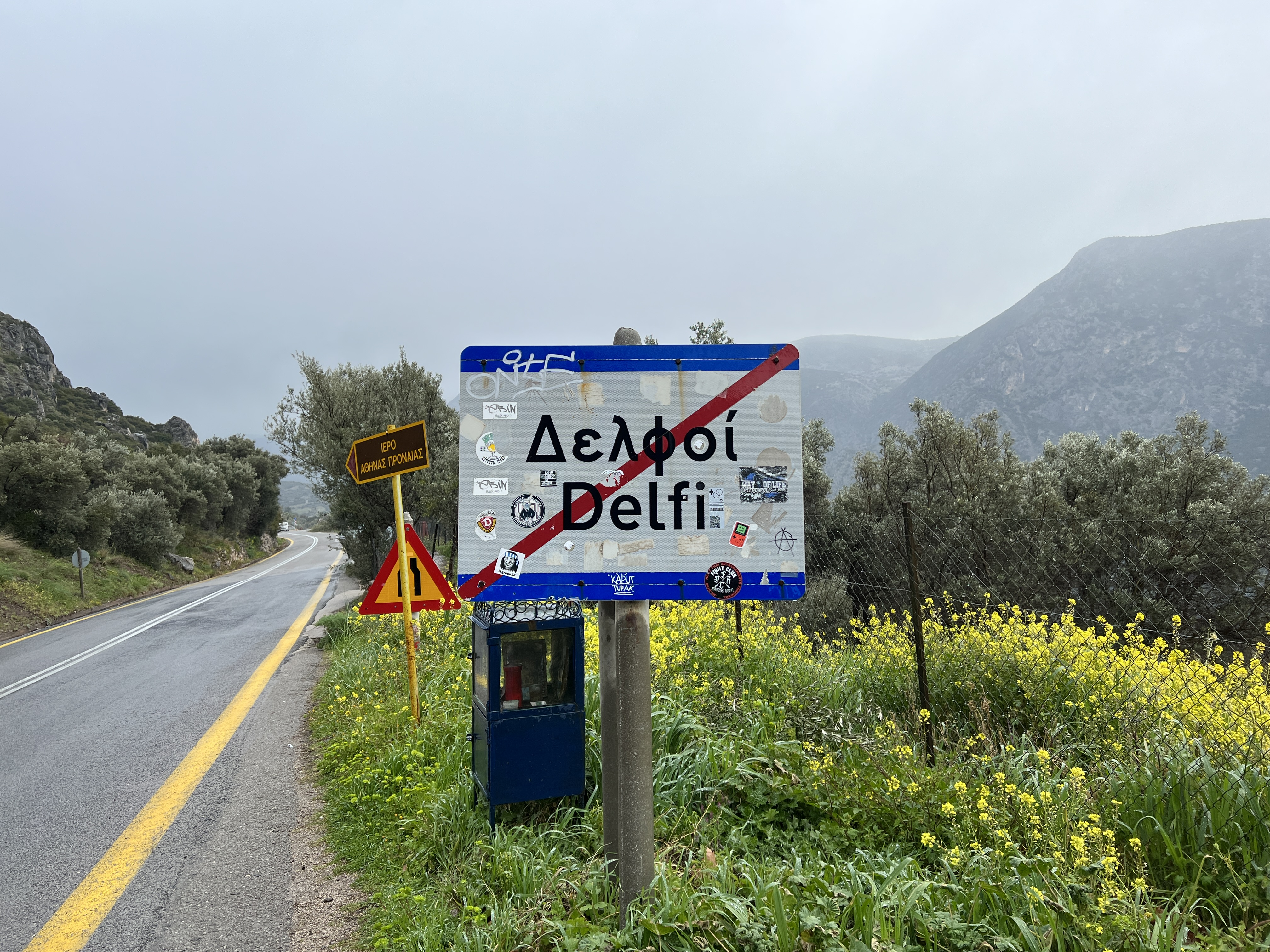
Ortsende von Delfi

Die Straße zweigt am Nordende der Rio-Andirrio-Brücke in Verlängerung der Ethniki Odos 5 von der Autobahn Aftokinitodromos 5 nach Nordosten ab und führt an der Küste entlang über Platanidis an dem unter der italienischen Bezeichnung Lepanto bekannten Nafpaktos (Ναύπακτος) vorbei. Von dort ist die Fortsetzung nicht klar: OSM und der RV-Atlas geben einen Verlauf durch das Binnenland über Filotei und den Mornos-Stausee (Techniki Limni Mornou), Pendapoli, Vounichora und Agia Efthymia nach Amfissa (Άμφισσα) an, während nach anderen Angaben die Straße auf der als Hauptstraße der Küste folgenden Verbindung über Glyfada, Galaxidi und Itea verlaufen soll. Jedenfalls treffen sich die Alternativen 6 km nördlich von Itea wieder. Die Straße führt von dort nach Osten über das antike Delphi (UNESCO-Weltkulturerbe) am Fuß des Parnassos über Arachova an Distomo (Δίστομο) vorbei, wo die Straße Ethniki Odos 29 nach Südosten abzweigt. Von dort setzt sich die EO 48 nördlich an Livadia (Λιβάδεια) vorbei zur Straße Ethniki Odos 3 fort, an der sie endet.